# Ghiacciaio Stoppani
Il ghiacciaio Stoppani è un ghiacciaio della Cordillera Darwin situato nel Parco nazionale Alberto de Agostini, nella Regione di Magellano e dell'Antartide Cilena, in Cile.
Il ghiacciaio scorre dalla spina dorsale della catena montuosa Darwin e termina a circa 12  km dalla baia di Yendegaia dando origine al fiume Yendegaia. 

Prende il nome in onore del geologo e paleontologo italiano Antonio Stoppani (1824–1891)